# Thomas Haßlberger
Thomas Haßlberger (ur. 23 maja 1964) – niemiecki skoczek narciarski reprezentujący barwy RFN. Najlepsze wyniki w Pucharze Świata osiągnął w sezonie 1983/1984, kiedy zajął 77. miejsce w klasyfikacji generalnej.

## Puchar Świata w skokach narciarskich

### Miejsca w klasyfikacji generalnej
- sezon 1981/1982: -
- sezon 1982/1983: -
- sezon 1983/1984: 77
- sezon 1984/1985: -
- sezon 1985/1986: -
- sezon 1986/1987: -
- sezon 1987/1988: -